# Іджіс (етанопровід)
Іджіс (етанопровід) — трубопровід, призначений для постачання етану на ряд нафтохімічних підприємств на сході Техасу та в Луїзіані.
Внаслідок «сланцевої революції» відбулось стрімке зростання видобутку природного газу, багатого на гомологічні наступники метану, що дозволило організувати економічно доцільну сепарацію додаткових обсягів етану. Останній потребує найменших енергетичних витрат на перетворення у найпоширеніший продукт органічної хімії — етилен, що призвело до будівництва численних нових установок парового крекінгу на узбережжі Мексиканської затоки. При цьому спершу зріджені вуглеводневі гази (ЗВГ) з родовищ сланцевої формації Перміан через цілий ряд трубопроводів надходять до Монт-Бельв'ю (пара десятка кілометрів від східної околиці Х'юстона), де станом на середину 2015-го розташовувались потужності з фракціонування до 2 млн барелів ЗВГ на добу.
Для подачі етану розташованим далі на схід підприємствам у 2015 році компанія Enterprise Products Partners проклала трубопровід Іджіс. Він має довжину 280 миль та виконаний в діаметрах 500 і 400 мм. Протягом перших чотирьох років обсяги транспортування по ньому планувалось довести до 360 тисяч барелів етану на добу, після чого за умови встановлення додаткових насосів цей показник може збільшитись до 425 тисяч барелів.
Первісно етанопровід прямує до Бомонту (у кількох кілометрах південніше від цього міста в лютому 2018-го почалось будівництво установки компаній Total і Novealis), після чого переходить в Луїзіану до Лейк-Чарльз (тут споруджують свої піролізні потужності південнокорейська Lotte та південноафриканська Sasol) і, нарешті, продовжує свій маршрут до Наполеонвіля (на правобережжі Міссісіппі за чотири десятки кілометрів на південний захід від Батон-Руж), де розташований трубопровідний хаб та знаходиться підземне сховище Гранд-Байу. Окрім зазначених повністю нових підприємств, по трасі знаходяться численні існуючі крекінг-установки, чимало з яких розширюють свої потужності та/або проходять оптимізацію під використання етану.